# Xavier Pentecôte
Xavier Pentecôte (Saint-Dié-des-Vosges, 13 agosto 1986) è un ex calciatore francese, di ruolo attaccante.